# Біжанова Гульнара Кадиржанівна
Гульнара Кадиржанівна Біжанова (каз. Гүлнара Қадыржанқызы Бижанова; 7 січня 1969; Каражал, Карагандинська область, КазРСР) — казахстанська політична діячка, депутатка Мажилісу Парламенту Республіки Казахстан (з 2016).

## Біографія
Народилася 1 січня 1969 року в місті Каражал Карагандинської області.
Освіта
Карагандинський державний університет імені Є. А. Букетова за фахом «Юрист правознавець».
Карагандинський економічний університет Казспоживсоюза за фахом «Бакалавр фінансист».
Вища школа міжнародного бізнесу, підготовка за програмою «MBA — менеджмент-міжнародний бізнес», з отриманням кваліфікаційного ступеня «Майстер ділового адміністрування».
Ступінь магістра за напрямом «Менеджмент», вищий ступінь комплаєнс-офіцера Міжнародної організації ICA, (Велика Британія).
Трудова діяльність
З 1987 по 1990 рік — молодший продавець, продавець.
З 1990 по 1992 рік — головний спеціаліст Ульяновського районного відділу соціального забезпечення Карагандинської області.
З 1992 по 1998 рік — заступник завідувача Ульяновським районним відділом соціального забезпечення, помічник прокурора Бухар-Жирауського району Карагандинської області.
З 1998 по 2001 рік — прокурор прокуратури м. Караганди, прокурор Управління з нагляду за законністю в соціально-економічній сфері прокуратури Карагандинської області.
З 2001 по 2005 рік — старший прокурор Управління з нагляду за законністю в діяльності держ. органів прокуратури Карагандинської області.
З 2005 по 2009 рік — заступник начальника Управління з нагляду за законністю в діяльності держ. органів прокуратури Карагандинської області.
З 2009 по 2010 рік — старший прокурор відділу з нагляду за застосуванням законів щодо неповнолітніх департаменту з нагляду за законністю в соціально-економічній сфери Генеральної прокуратури РК.
З 2010 по 2011 рік — радник голови правління ТОВ "Корпорація «Казахмис»".
З 2011 по 2016 рік — директор департаменту правового контролю ТОВ "Корпорація «Казахмис»".
З 24 березня 2016 року — депутатка Мажилісу Парламенту Республіки Казахстан VI скликання від партії «Нур Отан», Член Комітету з законодавства і судово-правової реформи Мажилісу Парламенту РК, депутатка VII скликання.

## Нагороди
- 2020 року — Медаль «25 років Конституції Республіки Казахстан».
- 2018 — Медаль «Нотариат саласинақосқан үлесі үшін».
- 2018 — Медаль «Белсенді қизметі үшін» від партії «Нур Отан».
- 2017 — Медаль «За трудову відзнаку».
- 2017 — Медаль «25 років прокуратурі Республіки Казахстан».
- 2016 — Медаль «25 років незалежності Республіки Казахстан»[2].
- 2015 — Медаль «20 років Конституції Республіки Казахстан».
- 2014 — Медаль «Әділет органдары жүйесін дамитуға қосқан үлесі үшін».
- 2011 — Медаль «25 років прокуратурі Республіки Казахстан».
- 2006 — «Прокуратура озаты» 2 ступеня.